# 暗黒時代 (古代ギリシア)
暗黒時代（あんこくじだい、古希: Γεωμετρική εποχή、古代ギリシア語ラテン翻字: Geōmetrikḗ epokhḗ）とは、古代ギリシアにおける紀元前1200年から紀元前700年頃までの間における文字資料に乏しい時代のこと。ミケーネ文化、前古典期（アーカイック期）の間にあたる。また、この時代のうち前1059年から前700年頃は土器に幾何学文様の描かれたことから幾何学文様期と呼ばれることがある。
また、暗黒時代と呼ぶことが不適切として初期鉄器時代と呼ばれることが普及しつつある。

## 序
古代ギリシャでミケーネ文化が繁栄していた時代、「前1200年のカタストロフ（前1200年の破局とも）」をきっかけに文化は崩壊、それまで使用されていた線文字Bも使用されなくなり文字資料が乏しくなった。この状況はギリシャ人とフェニキア人が接触することによりアルファベットが成立してエーゲ海地帯に普及するまで続く。
このカタストロフの内容については各種異論が存在し、このカタストロフが古代ギリシャ史における分水嶺とされ、カタストロフ以前を研究する学者は考古学者、カタストロフ以後を研究する学者は歴史学者と分け隔てられていた。そのため、暗黒時代は考古学者、歴史学者の両者から敬遠される時代であった。
その後、考古学的調査の進展によりそれまで収集されたデータの分析が行なわれ、暗黒時代という分水嶺を打破しようとする学者らが現れはじめ、それまでの暗黒時代の印象が大きく変化していった。この変化により暗黒時代の研究が進み、それまでギリシャ古典期の慣習や制度を説明する際に「その起源は暗黒時代にさかのぼると思われる」とされ、ある意味便利な常套句として用いられてきた暗黒時代について様々な異論が提出されるようになった。
その後、その論争を通じて暗黒時代の解明が進められている。また、古代ギリシャにおける暗黒時代はそれ以前やそれ以後の時代と比べて低調な時代ではあったが、本当に「暗黒」の時代であったわけではなく、「暗黒時代」と呼ぶことが不適切であるとする学者も現れ、「初期鉄器時代」と呼ぶことが一般化しつつある。また、暗黒時代の存在自体を疑問視する意見も存在する。
その原因は何にせよ、ミケーネ文化が崩壊したことにより古代ギリシャ世界は新しい時代へ突入してゆく。

## ミケーネ文化の崩壊
紀元前1200年ごろ、環東地中海を「前1200年のカタストロフ」が襲いかかった。このカタストロフによりヒッタイトは崩壊しエジプト新王国は衰退へと向かうことになるが、古代ギリシャにおいてもミケーネ文化が崩壊することとなった。
このカタストロフが到来したことにより、ミケーネでは巨石を使用した巨大な宮殿は姿を消し、金銀で作られた器、象牙細工など豊かさの尺度となるものも姿を消した。この後、ミケーネでは粗末な集落のみが存在しており、それまでに形成された陶器の技術も失われることになった。
ミケーネ文化における再分配システムの中心であった各地の宮殿が焼壊したことにより経済システムは崩壊、この再分配システムに使用されていた線文字Bも不要の長物と化し物資の貯蔵に用いられていた大規模な建築物も消滅することになった。このカタストロフは様々な解釈が存在しておりギリシャ人の一派であるドーリア人の侵入によるもの、地震による崩壊などがあるが、中には暗黒時代の存在を疑問視する声もある。
ミケーネ文化の崩壊には人口の集中過剰、経済の衰退、飢餓、地震、技術の衰退などが考えられているが、現在主流であるのは海から到来してテッサリアを拠点とした略奪者のために崩壊したとする説である。しかし、これも確定に至っておらず崩壊の原因については論争が続いている。
また、宮殿は破壊されたうえに火を放たれており、これらの破壊活動は北から南へと進んでいる。しかし、これらの破壊を予測していたと考えられる跡も残っており、ミケーネ、ティリュンス、アテナイでは給水設備が設置されていたが、これらは包囲攻撃を予想していたとも考えられている。
しかしミケーネ文化が前1200年のカタストロフで一瞬に崩壊したわけではなく、極めて緩やかに衰退を遂げ、その要素は次世代へ受け継がれた。それらを示唆するものとしてアッティカやパレオカストロ (en) などでは宮殿崩壊後に栄えた集落跡が発見されている。また、アッティカやサラミスでの衰退への移行時代については亜ミケーネ文化と呼ばれており、過去にはミケーネ時代末期の変種と見做されていたが、その後、固有の年代幅で存在していたと見做されている。さらにエジプト、西アジアで行なわれた考古学的再評価によってミケーネ文化の崩壊が発生したのを前10世紀半ばにするべきという議論も存在する。
また、ミケーネ文化を担ったと思われる人々はエーゲ海に拡散しており、キプロス島ではミケーネ文化の影響が強く感じられるマア・パレオカストロ遺跡などが存在しており、さらにイスラエルのアシュドド (en) での調査の結果はペリシテ人が文化の基礎を確立するにあたりミケーネ文化の人々が貢献したことを示唆している。

### ドーリア人の侵入

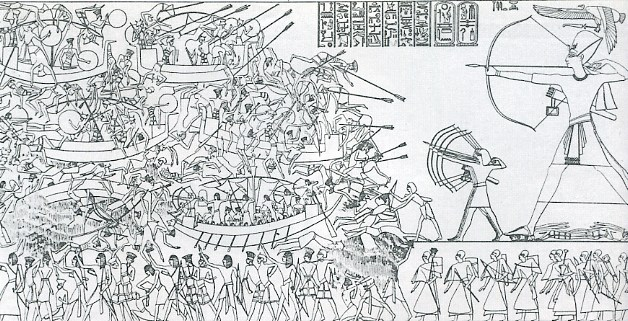
エジプト王ラムセス3世と戦う「海の民」

ドーリア人の侵入による説には紀元前13世紀末から始まる「海の民」による移動に伴い、ドーリア人がバルカン半島を南下してギリシャに至ってギリシャ本土南部、ペロポネソス半島、クレタ、小アジア南西部に定住したことによりミケーネ文化が崩壊、ミケーネ人がアテナイ、小アジアの中部へ移住したとしている。また、別の説ではギリシャ本土はドーリア人の侵入によるもので、小アジア西部ではフリュギア人と「海の民」の侵入があったとしている。
この説は主に19世紀に主張されたものであり、古い文献ではドーリア人らの侵入はローマ帝国へ侵入したゲルマン民族のようにミケーネ文化へ浸透、ドーリア人らはアルゴリス、ラコニヤに定住したとされている。
また、古代ギリシャの文献によれば「ヘラクレスの子孫」であるドーリア人らが正統な継承者を主張して南下したとしており、ヘロドトスの『歴史』やトゥキディデスの『歴史』にも記載されている。そのため、過去にはドーリア人が侵入したことにより鉄がギリシャに持ち込まれ器具や武器に革新がもたらされ、さらに土器の様式、葬制の変化（土葬から火葬へ、複葬から個葬へ）などが生まれたとされていた。
しかし、この「海の民」については再研究が進み、人口の大移動が発生したことからカタストロフが発生したということは疑問視され、破壊が発生したのは当時の戦術が変化したためとする説が発表されている。また、ドーリア人の移動にしてもキプロスやアナトリア沿岸部へミケーネ文化の人々が移動したことにより、空白地と化した南ギリシャへ移動したという説も発表されているそして、さらにはドーリア人の侵入すら存在しなかったのではないかとする説まで存在する。
さらにドーリア人以前にアナトリア方面よりインド=ヨーロッパ語族が侵入しており、その後ドーリア人が侵入したとする説が過去に提議されている。これに従えば、鉄器を持ち込んだのが彼らということになるが、調査の結果、ドーリア人もインド・ヨーロッパ語族も鉄器を所有しておらず、さらにインド・ヨーロッパ語族がドーリア人に先立って侵入してたとしても、前1200年以前にはアナトリアで行われていた火葬の習慣が存在しない。このインド・ヨーロッパ語族は正体が不明であり、移動経路、起源、元定住地などは明らかにされていない。そのため、この侵入者は存在しないと指摘する学者も存在する。

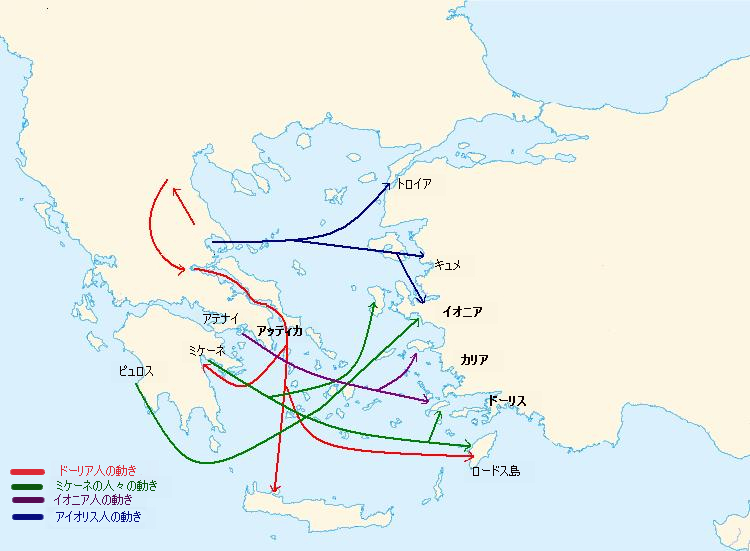
暗黒時代の人々の動き

その他にもドーリア人はミケーネ時代には従属民であったが、暗黒時代において自らがポリスを建設する際に「ヘラクレスの子孫」と称する神話を創造して自らの行為を正当化したという説を主張する少数の学者も存在する。
海の民の襲撃やドーリア人の移動によりミケーネ文化が崩壊したとする説は徐々に支持を失いつつある。また、環境の悪化、地震、気候変動による飢饉、社会動乱などを支持する声もあるがこれも必ずしも全面的な支持を受けているわけではない。ただし、何らかの原因を持って宮殿を中心として維持されていた管理経済システムが崩壊したことにより、ミケーネ文化が崩壊したことは大きな支持を受けているが、その過程などについては異論も多い。
そのため、ヒッタイトの崩壊、古代エジプトにおけるメルエンプタハの在位5年目 (前1208年頃)およびラムセス3世の在位8年目 (前1179年頃) における海の民の襲撃、レヴァントで発見されたフィリスティナ陶器のミケーネ文化の陶器との類似性など東地中海における様々な発見とミケーネ文化崩壊との関連性については未だ答えが出ておらず、考古学者、言語学者、歴史学者などの間で活発な議論が行なわれている。

### 暗黒時代の存在を疑問視する意見
暗黒時代の次代である古典期において聖域とされる場所についてはミケーネ時代後期から末期にかけて使用されていることが発見されている。これがミケーネ時代から連続して利用されたかどうかについては確定はしていないが、キュノルティオンにあるアポロン・マレアタス (en) の聖域ではミケーネ時代に祭儀を行なっていた跡が発見された。さらにフォキスのカラポディにはアポロン、アルテミスの神殿が存在したが、ここではミケーネ時代末期の土器が出土している。
これらの発見とアッティカで確立している亜ミケーネ文化の文化層がこの地域では発見されていないという理由から暗黒時代という期間を取り除けばミケーネ時代から鉄器時代への連続性を認めることができる状態である。そのため、暗黒時代は人間活動が希薄になった期間を意味するものであり、古代ギリシャが低調になったのは土壌流出や気候変化に人口過剰が伴ったことによるものであるという解釈も成り立っている。
ただし、これに対してピーター・ジェイムズは『暗黒の数世紀-旧世界考古学の伝統的な編年への挑戦-』内でエジプト第3中間期における2世紀半の重複に由来して水増しされたことを例にして環東地中海における全域に見られる前1200年から前700年までの間を水増しでしかないとしている。そのため、エジプトの編年に依拠しているエーゲ海世界の編年にも変化が見られるはずだとしている。
ジェイムズによればミケーネ文化が崩壊して暗黒時代を経たにもかかわらず、文化が復興するときにはミケーネ的な文化が復活しており、デロス島のアルテミス神殿ではミケーネ文化でよく見られる象牙細工がミケーネ様式の浮き彫りがされたうえで発見されており、ミケーネ時代によく描かれた戦車が土器やフレスコ画にも描かれるようになっているが、これは暗黒時代には描かれることがなかった。そのため、ミケーネ時代と古典期の時期を近づけることにより合理的な説明ができるとしている。
ジェイムズの説はエジプト編年における問題においてエジプト学者らの支持を受けていない状態であり、ギリシャ編年における疑問も支持を受けているわけではないが、ジェイムズによって提議された疑問については高く評価されている。

## 暗黒時代は本当に暗黒だったのか

### 復調するギリシャ
「前1200年のカタストロフ」に襲われたギリシャは低調な時代へ突入した。文字や彩色画の技術も失われ海外との交流も低調となった。それまでギリシャを彩っていた宮殿も失われ粗末な家々が並ぶ集落しか存在しなかった。土器もそれまでの華やかなものではなく黒色を基調とした粗末な柄のものと化した。
しかし、暗黒時代という名称に反してギリシャには鉄器がもたらされ、土器も柄こそ華やかではなかったがその用途別の種類は増加している。また、クレタ島ではギリシャ本土よりも復興が早く始まったと考えられており、エウボイア島のレフカンディ遺跡では英雄廟（ヘローン）が建設され、副葬品も豊富に見つかっている。この副葬品にはキプロスや近東で製造されたと見られる金属製品が発見されており、壺にエウボイアで使用されていたアルファベットを使用したギリシャ語文章が発見されたことからギリシャが東方と交流していたことが想像されている。
伝説ではイオニアではアテナイ人らが移住して12の植民都市を建設したとされており、これと同じ頃にテッサリアやボイオティアのアイオリス人らがイオニア北方に植民している。その後、ドーリア人らがペロポネソス半島全域からエーゲ海、カリアへ定住したと考えられている。そのため、アカイア系のアイオリス人とイオニア人が小アジア北部沿岸及び中部沿岸を、ドーリア人が南部沿岸にそれぞれ定住することとなった。
紀元前11世紀末にはギリシャも復興を開始して海外との交流が活発化、人口も増加したことが考古学記録から推測されておりギリシャが古典期へ移るための基礎が形成されたと考えられ、これにはドーリア人らも加わっていた。さらに前8世紀に至るとギリシャ本土、エーゲ海、小アジア西部沿岸にギリシャ人が定住しており、さらにオリュンピア、サモス、デロス、エペソスなどの聖域で青銅器や象牙など中東との交流が行なわれていたと思われる出土品が発見され、レヴァントではギリシャ製の陶器が発見されている。
また、キプロス島はミケーネ文化崩壊後、ギリシャ人らが移民していたが南部にはフェニキア人らが入植した。そのため、キプロスはギリシャの初期交易拠点となりシリアのアル・ミナ (en) では紀元前9世紀よりギリシャ人らがこの地で活動していた跡が発見されている。
この交易は拡大しておりシリア、メソポタミア、キリキアの印章がピテクサイ、オリュンピア、サモス、デロスで発見され、さらにレフカンディではシリア、エジプトの護符が、エレトリアではフェニキアのスカラベが発見されている。そのため、クレタ島で出土した青銅の板にはアッシリアの影響を受けた装飾が行なわれており、ミケーネ時代に流行していた象牙細工が再び行なわれている。
このように一時期は低調に陥った人間活動も次第に回復しており、結局、この時代は文字資料が存在しないためにその時代背景が不明なために暗黒時代と呼ばれている側面がある。この期間はそれまで王や貴族が政治、経済の中心、いわゆる官僚主義で行なわれていた宮殿を中心とするシステムが崩壊して分散した農業集落に変わったとする可能性が指摘されている。そのため、経済システムが崩壊したことにより線文字Bも不必要なものとして廃れたと考えられている。
さらにそれまで定住して農耕を生業としていたものが牧畜を中心とした生活に変化したために定住地が減少したために、ミケーネ時代には石造りの建物であったのが朽ちやすい木造の建物と化した可能性が存在している。そのため、大規模な集落跡が発見されない可能性も存在する。
また、人口が一時的に減少したといえどもアテナイを筆頭として後に重要な地位を占めることになる都市国家（ポリス）がミケーネ時代より継続して居住されており、エウボイアのレフカンディ遺跡ではこの時代に最も繁栄していたことが発掘から明らかになっている。
このように暗黒時代にはミケーネ文化時代の宮殿中心の垂直的社会がポリス（都市国家）を中心とするポリス社会へ移行するのを準備した期間であった。

### 鉄器の移入
前12世紀まで鉄の製造方法はヒッタイトのみが所有していた。そのため、ヒッタイトと一部の人々（ペリシテ人など）しか鉄器を所有することはできなかったのだが、前1200年のカタストロフによってヒッタイトが崩壊すると鉄器が世界へ広がることになった。
ただし鉄器がすぐさま世界に広がったわけではなかった。しかし、それまで青銅器を使用していた各地ではこれは革新的な出来事であり、後にヨーロッパではハルシュタット文化、ラ・テーヌ文化が栄えることになる。
ギリシャに鉄器と思われる「黒い金属」が登場したのは前13世紀末であり、溶接はエーゲ海のコス島で始まったと言う伝説があるが、これもすぐさま普及したわけではなく、溶接で製作された三脚架はデルフォイの捧げ物として奉納されており、これはローマ時代まで宝物として扱われていた。そして前8世紀のパトロクロスの弔い合戦の恩賞としてアキレスが得たものは鉄の玉であった。

## 幾何学文様期

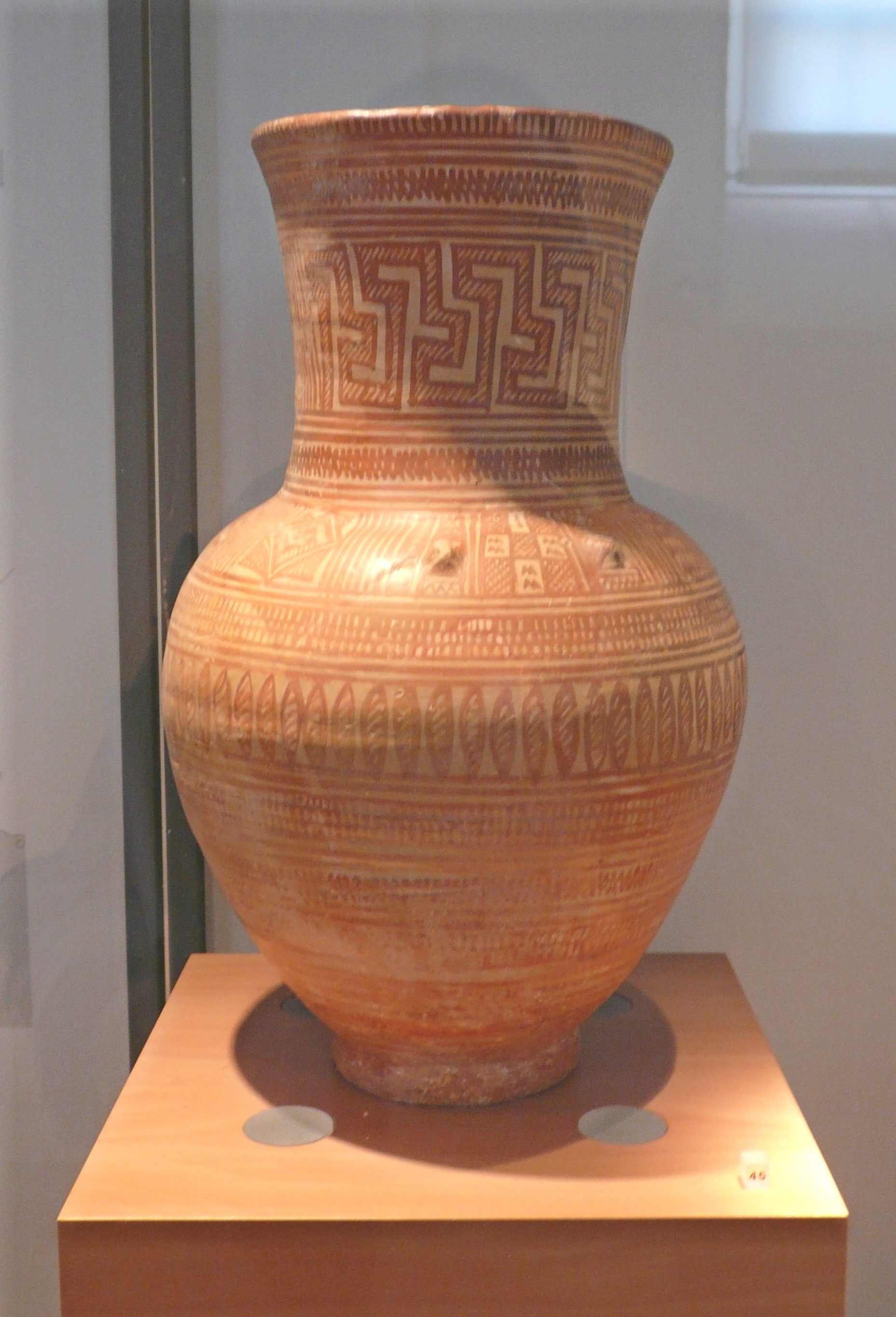
アッティカで発見された幾何学文様式土器

暗黒時代の時代観はアテナイの墓域であるケラメイコスでの発見を中心に構築されており、これに他の場所を当てはめることにより構築されている。しかし、アッティカにおける文化変化はこれに必ずしも一致しない。
アッティカは亜ミケーネ文化がミケーネ文化と平行しており、土器の形状自体はミケーネ土器にさかのぼることができる。しかし、その文様は幾何学的なものと化しており、この亜ミケーネ文化が原幾何学文様期へと受け継がれる。また、それまで葬制は土葬であったが、原幾何学文様期になると火葬したうえでアンフォラ（壺）に収められたうえで埋葬されるようになった。また、アンフォラは男性の場合は肩部に縦の取っ手が付いており、女性の場合は腹部に横向きの取っ手が付くという違いが見られる。
この幾何学文様期はコールドストリームの主張する編年体によれば初期幾何学文様期（初期、中期、後期）、初期幾何学文様期（前期、後期）、中期幾何学文様期（前期、後期）、後期幾何学文様期（前期、後期）に分けられているが、これは積極的根拠があるわけではなく、アッティカにおける土器の様式の変化に伴うものであって絶対年代の幅を表しているものではないため、他の地域ではこの文化層が発見されないことがある。また、幾何学文様期の文化層が発見されるのかアッティカを含めてドーリア人の南下ルートから離れており、幾何学文様はドーリア人らが持ち込んだものではなく何らかの社会構造変化に伴い生まれたものと推測されている。

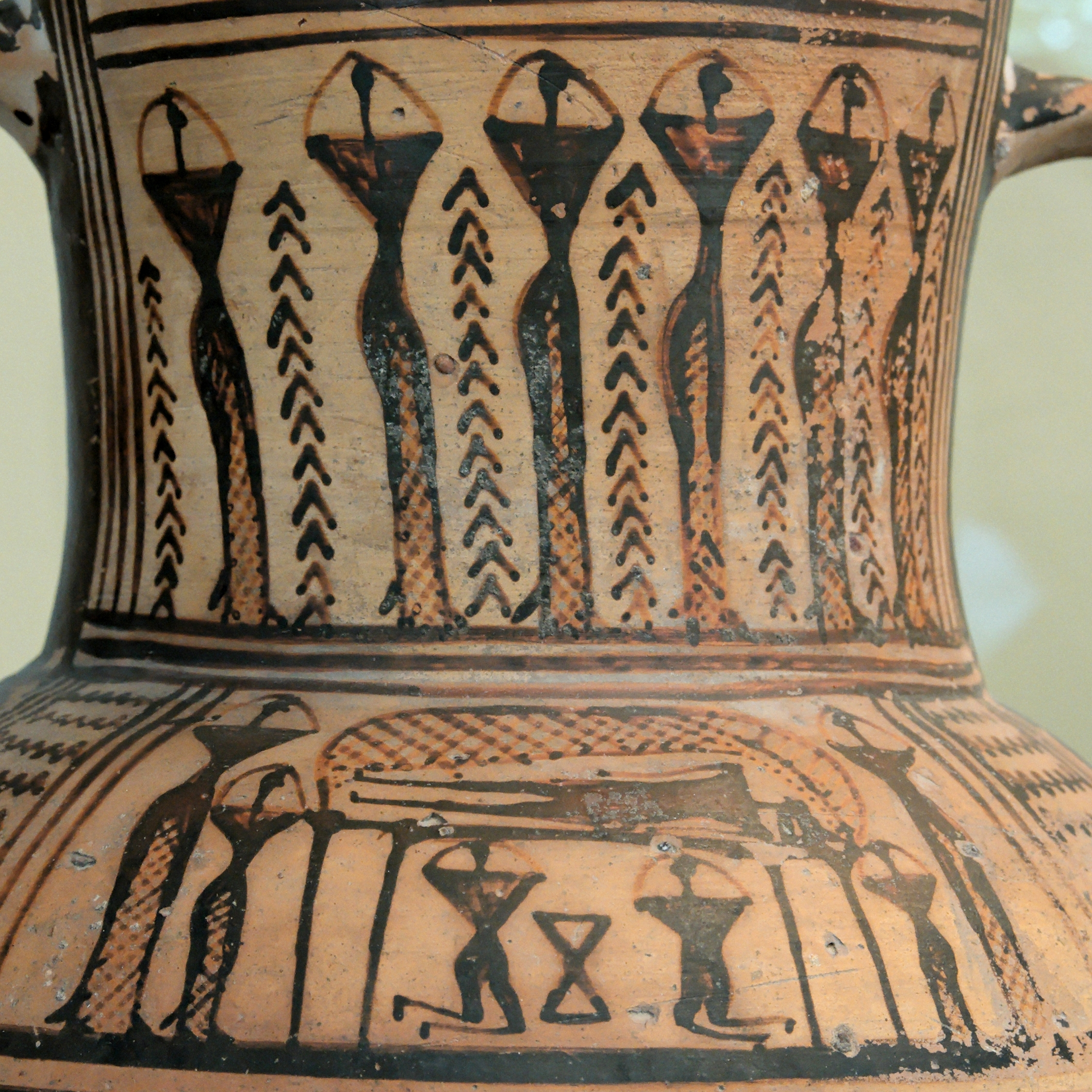
後期幾何学文様期のアンフォラに描かれた人物像

そのため、ギリシャ各地において文化的差異が見受けられエウボイア島では懸垂同心円文によって彩られた杯が発見されており、これと同じ形の杯がシリア、キプロスなどでも集中的に発見されている。そしてエーゲ海のキクラデス諸島のナクソス島、テラ（サントリーニ）島でも独自の土器が見受けられ、ミコノス島南西にあるレーネイア島 (en) で発見された遺物はデロス島が初期鉄器時代末までに重要な聖地となっていたことが想像されている。
中期幾何学文様期になるとミケーネ文化崩壊以後、停滞していた中東方面との交流が復活したと考えられており、ケラメイコスの墓に副葬されていたフェニキア製のボウルが発見されている。また、アテネのアレオパゴス (en) でも豊かな副葬品が発見されており、アテネが経済的に発展していたことがうかがえ、巨大なクラテール形の土器が墓標として使用されるようになった。
しかしクレタ島では依然としてミノア文化時代からの伝統が続いており、複葬が行なわれ土器もミノア時代からの伝統が受け継がれていた。そしてアッティカが中期幾何学文様期に移ると「クレタ原幾何学文様B」と呼ばれる独特の様式が生まれている。この土器はキプロス、シリアに由来しているとされており、東地中海で交流が行われていたことがうかがえる。
後期幾何学文様期に移行するとともに墓標に土器を使用することが隆盛すると土器の文様にも人物像などが描かれるようになった。アテネ市外のディピュロンでは豪勢な土器が墓標として用いられており、その土器には様々な文様が描かれるようになった。そして、中期幾何学文様期より再開されていたギリシャ人の海外進出が活発化しておりシチリア島でも後期幾何学文様期の土器が発見されている。
ただし、この亜ミケーネ文化、原幾何学文様期、初期・中期・後期それぞれの幾何学文様期はアッティカにおける土器様式の変化を便宜的に分けているだけであり、これが確定しているわけではない。

## 暗黒時代の終焉
前8世紀、暗黒時代はホメロスによる叙事詩『イリアス』、『オデュッセイア』が成立するとともに終わりを迎えることになる。この叙事詩自体の内容については特定の時代が反映されているのか、それともそれまでの時代を反映して描き出されたものなのかは議論が続いており結論は出ていない。しかし、この叙事詩の成立は「前8世紀のルネサンス」と呼ばれるギリシャ文明における決定的な分岐点であった。

### アルファベットの成立

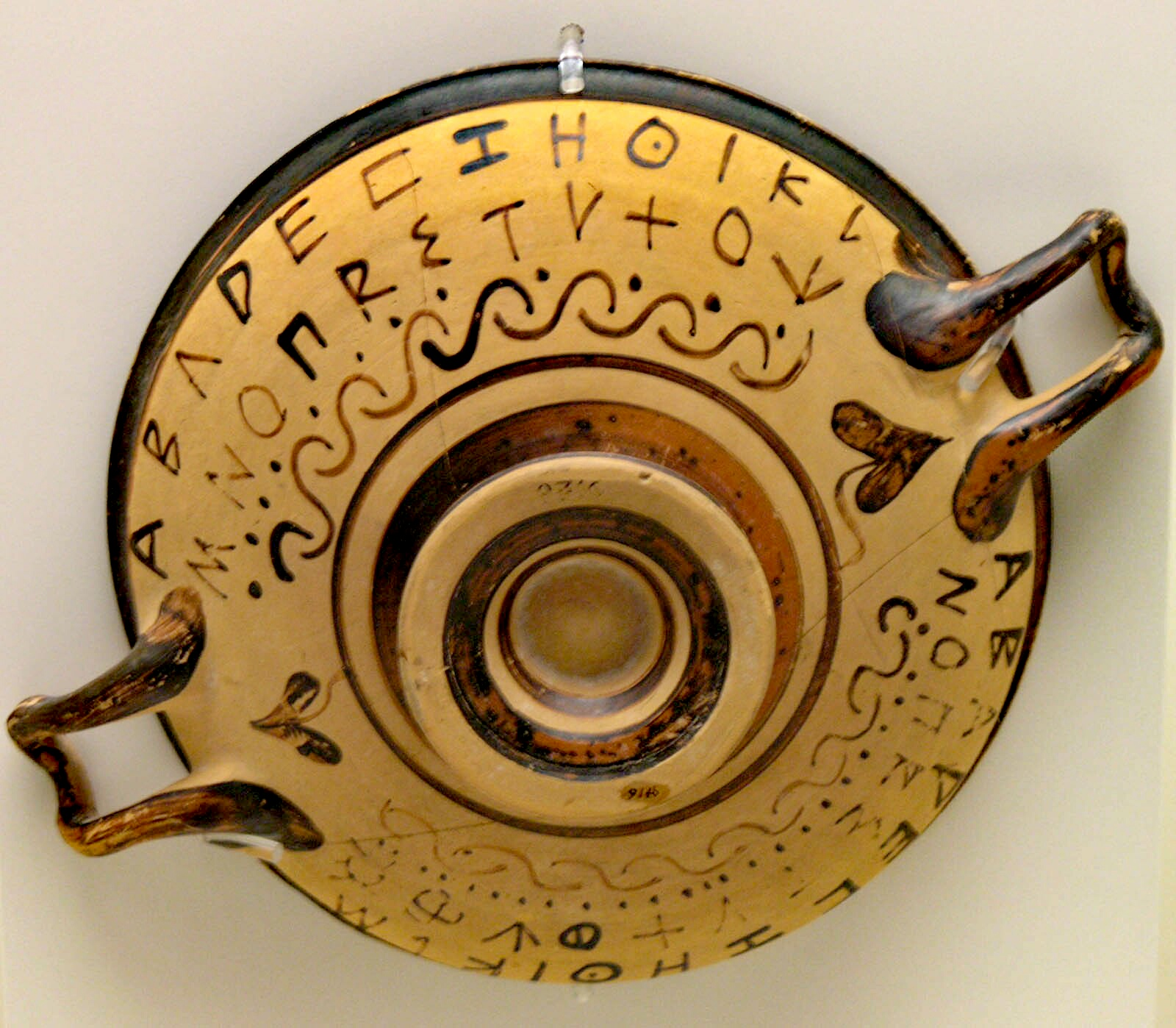
アルファベットの描かれたつぼ、アテネ国立考古学博物館所蔵

エジプトのアマルナ文書によればシリアのビュブロス、テュロスは青銅器時代後期にエジプトと活発な交易を結んでいた。しかし、「前1200年のカタストロフ」によって最古のアルファベットを考案したウガリットは滅亡した。しかし、ビュブロスなどは早期に復活しており、旧約聖書によればテュロスは前10世紀にヒラム1世の元で復興しており、紅海やインド洋方面へ進出したとされており、北アフリカ地中海側沿岸部にも進出、カルタゴを建設している。
特にテュロスはフェニキア人らの活動拠点となっており、前9世紀にはキプロスのキティオン（現在のラルナカ）に植民都市を築いたが、これはキプロスに植民していたギリシャ人らと交流を持つことになった。その一例としてキティオンにはギリシャの女神アフロディティを祀っていた神殿があったが、これはフェニキア人の神アシュタルテ（ギリシャ神話のアフロディティに相当）を祀る神殿に転用された。
このようにしてフェニキア人らが地中海に交易ルートを確立させると海外進出を再開しつつあったギリシャ人らは彼らと交流を持つことになった。この交流の中でも最大の賜物がアルファベットの成立であった。アルファベットの成立の過程にはいくつもの説がある。商業活動のためとする説、ホメロスの叙情詩の流行と関係があるとする説、ホメロスの叙情詩を文字で固定するために発明されたとする説などがある。その過程は何にせよ、ホメロスの叙事詩、ヘシオドスの「仕事と日」などが文字化されることになる。
アルファベットはエウボイア系ギリシャ人がフェニキア人らが使用していたアルファベットに触発されて考え出したものでいくつかの系統に別れはしたもののギリシャ、エーゲ海に普及することになった。さらにフェニキア人らとの交流はギリシャ人らに「我々はギリシャ人である」という意識を芽生えさせることになった。
さらにそれまで宮殿の書記や貴族層など特定の人々にしか操ることのできなかった文字が誰もが自由に使えることになったことにより、それまで一部のエリート層らに独占されていた法律が整備され、一部の人々の間で恣意的に利用することが困難となった。そして各地に立法家が生まれ、ポリスにおける法律整備を開始することとなる。そして、それまで社会を管理するための官僚らが集まる支配者のための宮殿も神々が住む宮殿へと変貌を飛べることになる。そのため、宮殿を中心とした社会から広場（アゴラ）を中心とした社会へと変貌する。これがポリスの成立へと繋がることになる。
アルファベットの最古の文章は紀元前8世紀の壺に刻まれたものであるが、前776年がギリシャ史において初めて文字が使用された年であることが確定されている。これはギリシャ人らの間では初めて古代オリンピックが開催された年と考えられており、古代ギリシャの文献の多くはこの年を基準としている。いわば、前776年がギリシャの先史時代の終わりであり、有史時代の始まりとなる。

### 前8世紀のルネサンス
暗黒時代を通して受け継がれていたミケーネ文化の要素は前8世紀に至り、再び光明を受けることになる。それが英雄祭祀であった。この英雄祭祀はミケーネ時代のトロス墓、岩室墓で行なわれた祭祀であり、1920年代にアルゴス平野の岩室墓でカール・ブレーゲンが調査した結果、注目されることとなった。
この英雄祭祀には様々な解釈が存在するがその中でもホメロスの叙事詩とこの英雄祭祀の関連性は古典的な学説として定着している。

### ポリスの時代へ
前8世紀以降、急激な人口増加、牧畜から農業への転換が行なわれたことが発掘から明らかにされており、さらに各地の聖域が成立して奉納が行われていることも明らかにされている。これらの出来事と貴族層の都市部への移住により、ポリスが形成されたことがホメロスの叙事詩によって明らかにされている。
そしてこのポリスを基盤とする古代ギリシャ文明が栄えることになる。